# Sieniczno
Sieniczno – wieś w Polsce, położona w województwie małopolskim, w powiecie olkuskim, w gminie Olkusz. Leży przy drodze krajowej 94 i drodze wojewódzkiej nr 773.

## Integralne części wsi
| SIMC    | Nazwa        | Rodzaj    |
| ------- | ------------ | --------- |
| 0218176 | Pod Lasem    | część wsi |
| 0218182 | Pod Witańcem | część wsi |
| 0218199 | Za Górą      | część wsi |

W latach 1954–1972 wieś należała i była siedzibą władz gromady Sieniczno. W latach 1975–1998 miejscowość administracyjnie należała do województwa katowickiego.